# Gérard de Boulogne
Gérard de Gueldre, mort vers 1181, fut comte de Boulogne en 1181. Il était fils d'Henri Ier, duc de Gueldre et de Zutphen et d'Agnès d'Arnstein.
Il épousa en 1181 Ide de Lorraine († 1216), fille de Mathieu d'Alsace et de Marie de Blois, comte et comtesse de Boulogne, mais n'eurent pas d'enfants. Gérard mourut la même année.